# NGC 7748
NGC 7748 ist ein Stern im Sternbild Cepheus. Das Objekt wurde am 16. November 1829 von dem britischen Astronomen John Herschel entdeckt und fälschlicherweise in den NGC-Katalog aufgenommen.